# Лудия Макс
„Лудия Макс“ (на английски: Mad Max) е австралийски антиутопичен екшън филм на режисьора Джордж Милър от 1979 г.
Филмът се нарежда сред най-успешните и популярни научнофантастични филми въобще. Струвал е само 400 хиляди австралийски долара, а носи печалби над 100 милиона щатски долара. Той държи рекорда на Гинес за най-печеливш филм в продължение на десетилетия и е кредитиран за по-нататъшно отваряне на световния пазар на австралийската филмова къща New Wave. Главната роля се изпълнява от тогава още неизвестния Мел Гибсън. Направени са продължения – „Лудия Макс 2“ (1981), „Лудия Макс 3“ (1985) и „Лудия Макс: Пътят на яростта“ (2015).